# Харт, Дороти
Дороти Харт (англ. Dorothy Hart; 4 апреля 1922 года — 11 июля 2004 года) — американская актриса кино и телевидения конца 1940-х и первой половины 1950-х годов.
К числу наиболее значимых фильмов с участием Харт относятся «С небес на землю» (1947), «Стрелки» (1947), «Обнажённый город» (1948), «Кража» (1948), «История Молли Х» (1949), «Поддержка» (1949), «Сделай один ложный шаг» (1949), «За стеной» (1950), «За стенами тюрьмы Фолсом» (1951), «Я был коммунистом для ФБР» (1951) и «Кредитная акула» (1952).

## Ранние годы и начало карьеры
Дороти Харт родилась 4 апреля 1922 года в Кливленде, Огайов семье руководителя страховой компании.
В 1944 году Харт получила степень бакалавра искусств в Кейсовском университете Западного резервного района, а по окончании учёбы была избрана королевой бала. После этого друг из газеты отправил её фото на Национальный фотоконкурс красоты National Cinderella Cover Girl, который проводила киностудия Columbia Pictures. Став победительницей среди 20 тысяч конкурсанток, Харт получила предложение контракта от Columbia.
Однако, как в 1950 году рассказывала сама Харт: «Я знала, что не готова для этого. Вместо подписания контракта, я поехала в Нью-Йорк и стала учиться драматическому мастерству». Первоначально ради заработка она работала у хирурга-стоматолога, однако вскоре[когда?] заключила контракт с модельным агентством Гарри Коновера, благодаря чему стала сниматься на обложки журналов Cosmopolitan, McCall’s и Esquire. Вскоре её фотографии стали «появляться в модных журналах по всему миру». Получив также определённый опыт актёрской работы в Театре Кливленда, Харт наконец решила, что готова для Голливуда. В 1946 году Харт подписала контракт с Columbia, который предусматривал съёмки «только в фильмах категории А».

## Карьера в кино
По словам историка кино Ханса Воллстейна, Дороти Харт «блеснула» уже в первом своём фильме, «весьма приличном вестерне» с Рэндольфом Скоттом «Стрелки» (1947). 

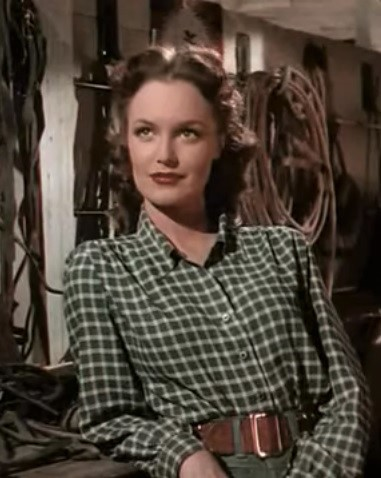
Дороти Харт в фильме «Стрелки» (1947)

Главную женскую роль в этой картине сыграла Барбара Бриттон, а Харт «возглавила состав актёров второго плана». В феврале 1947 года, во время натурных съёмок в Пейнтед-Дезерт, Аризона, Харт упала с лошади и получила травму, после чего ей провели небольшую корректирующую операцию в больнице Лос-Анджелеса. До конца года актриса сыграла небольшие роли в мюзикле «С небес на землю» (1947) с Ритой Хейуорт в главной роли и в приключенческой мелодраме с Дугласом Фэрбэнксом-младшим «Изгнанник» (1947).
В 1948 году Харт отдали в аренду на студию Universal Pictures, где она сыграла в трёх фильмах. В марте 1948 года на экраны вышел классический фильм нуар режиссёра Жюля Дассена «Обнажённый город» (1948) с Барри Фицджеральдом в роли полицейского детектива в Нью-Йорке, который расследует убийство молодой девушки. Фильм имел большой успех как у критики, так и у публики благодаря новаторскому полудокументальному стилю повествования. В этом фильме Харт сыграла краткую, но запоминающуюся роль невинной невесты мелкого преступника (Говард Дафф), которая так и «осталась самой памятной в её карьере». После этого последовали роли второго плана в фильме нуар «Кража» (1948) с Джоном Пейном и Шелли Уинтерс, а также в мюзикле с Соней Хени «Графиня Монте-Кристо» (1948).
В 1949 году на Universal Харт сыграла вторую главную женскую роль в вестерне «Каламити Джейн и Сэм Басс» (1949) с Ивонн де Карло и Говардом Даффом в главных ролях, а также роли второго плана в трёх фильмах нуар — «Поддержка» (1949), «Сделай один ложный шаг» (1949) и «История Молли Х» (1949). В фильме «Поддержка» (1949) Харт исполнила роль Сэлли Ли, коварной племянницы влиятельного мафиозного босса из Чикаго. Несмотря на помолвку с положительным главным героем Тони Риганом (Скотт Брейди), Сэлли заводит роман с его лучшим другом, после чего пытается подставить Тони в убийстве своего дяди. Современный киновед Майкл Кини высоко оценил игру исполнителей главных ролей, в том числе и Харт, «которая играет племянницу убитого криминального лорда и роковую женщину этой картины». В картине «Сделать один неверный шаг» (1949) Харт сыграла верную жену добропорядочного профессора (Уильям Пауэлл), который вынужден самостоятельно расследовать исчезновение своей бывшей подружки (Шелли Уинтерс), чтобы избежать придания огласке неприятных подробностей своей жизни. Босли Краузер в «Нью-Йорк Таймс» невысоко оценил картину, назвав её «довольно серой». С другой стороны, современный историк кино Леонард Молтин посчитал её «хорошей детективной драмой». Фильм нуар «История Молли Х» (1949) рассказывает историю Молли, вдовы убитого гангстера (Джун Хэвок), которая становится во главе банды грабителей, однако в итоге попадает в тюрьму. Харт в этой картине сыграла значимую роль Энн, подружки одного из членов банды, которого убила Молли. Мстительная Энн готова пойти на всё, чтобы засадить Молли на максимально долгий срок.
В своём следующем фильме нуар Universal «За стеной» (1950) Харт сыграла симпатичную медсестру санатория для больных туберкулёзом, с помощью которой работающий там бывший заключённый (Ричард Бейсхарт) разоблачает банду преступников. По словам киноведа Хэла Эриксона, «хотя фильм недорогой, тем не менее он очень выигрывает от тщательно подобранного актёрского состава».
Политический фильм нуар Warner Bros «Я был коммунистом для ФБР» (1951) рассказывал об агенте ФБР Мэтте Светиче (Фрэнк Лавджой), тайно внедрённом в ячейку компартии США, которая планирует осуществить серию провокаций, дестабилизирующих государственную власть в стране. В этой картине Харт сыграла главную женскую роль привлекательной школьной учительницы и члена компартии Евы Меррик, которая разочаровывается в своих взглядах и спасает Мэтта от провала. После того, как она открыто заявляет о своей позиции, партийное руководство отдаёт приказ её убить, однако с помощью Мэтта ей удаётся уйти от убийц и скрыться в другом городе. По словам Босли Краузера из «Нью-Йорк Таймс», в этом фильме «Дороти Харт красива и адекватна в роли честной американской школьной учительницы, которая попалась на коммунистическую удочку, но которая бежит с помощью героя, когда „товарищи“ их разоблачают».
В тюремном нуаре Warner Bros «За стенами тюрьмы Фолсом» (1951) Харт сыграла небольшую, но заметную роль жены одного из заключённых. В том же году в хорошем вестерне Warner Bros «Перевал Ратон» (1951) Харт сыграла вторую по значимости женскую роль поселенки, влюблённой в главного героя (Деннис Морган), который вступает в смертельный конфликт из-за участка земли со своей коварной и неверной женой (Патриция Нил).
Год спустя Харт стала 10-й актрисой, которая исполнила роль Джейн в эпопее про Тарзана, на этот раз она сыграла с Лексом Баркером в фильме «Дикая ярость Тарзана» (1952). Последним фильмом Харт стал ещё один нуар «Кредитная акула» (1952), где она в последний момент заменила заболевшую Гэйл Расселл. В этой картине Харт сыграла Энн Нельсон, красивую и порядочную подругу сестры главного героя Джо Гаргана (Джордж Рафт), у которой с ним начинаются романтические отношения. Однако между ними возникает конфликт, когда Джо вступает в банду кредитных акул, так как Энн не знает, что Джо работает под прикрытием. В конечном счёте, когда всё разрешается, Энн и Джо возобновляют свои отношения. Фильм получил сдержанные отзывы критики, обратившей внимание главным образом на игру Рафта, с которым «у Харт развивается роман» .

## Карьера на телевидении

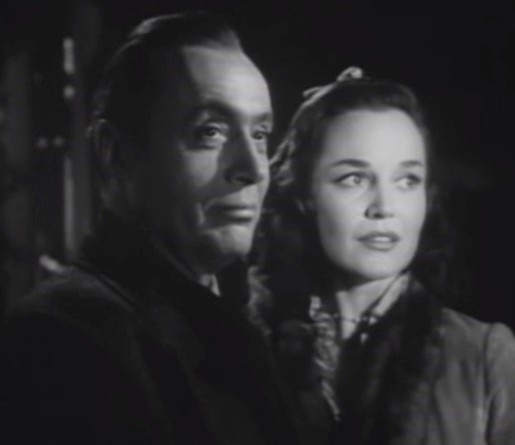
Шарль Буайе и Дороти Харт в телепрограмме «Театр четырёх звёзд» (1954)

В 1952 году Харт ушла из Голливуда, после чего провела пару лет, исполняя роли гостевой звезды в таких телесериалах, таких как «Телевизионный театр Бродвея» (1953), «Театр „Армстронг“» (1953), «Опасность» (1953), «Саспенс» (1953), «Роберт Монтгомери представляет» (1953), «Театр четырёх звёзд» (1954) и «Телевизионный театр Goodyear» (1954), «Альманах» (1955) и «Я шпион» (1955), а позднее участвовала в таких популярных телеиграх, как «Попробуй угадай» и «Викторина с пантомимой».

## Актёрское амплуа и оценка творчества
Дороти Харт была высокой привлекательной брюнеткой с зелёными глазами, которая в начале 1940-х годов благодаря своей «сияющей красоте» стала моделью и девушкой с обложки.

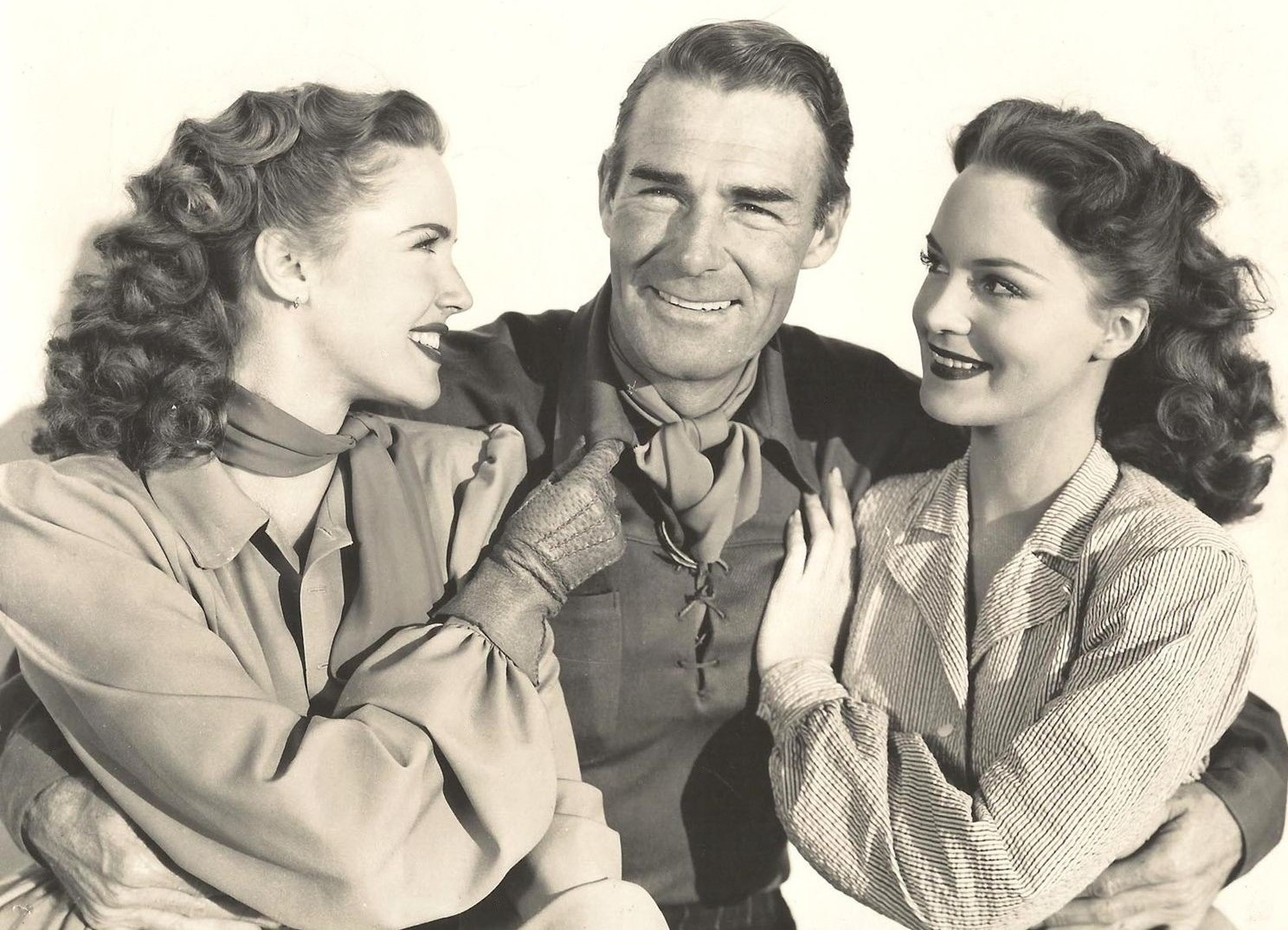
Барбара Бриттон, Рэндольф Скотт и Дороти Харт на съёмках фильма «Стрелки» (1947)

В 1946 году Харт подписала контракт с Columbia Pictures, откуда год спустя перешла на Universal Pictures, а затем работала на Warner Bros. Всего в период с конца 1940-х до начала 1950-х годов Харт сыграла более в 15 фильмах, среди них «Стрелки» (1947), «Обнажённый город» (1948), «Поддержка» (1949), «Сделать один неверный шаг» (1949), «Я был коммунистом для ФБР» (1951) и «Кредитная акула» (1952), после чего снялась в нескольких сериалах. Хотя она считалась одной из лучших актрис второго плана своего времени, Харт часто играла в фильмах категории В. Более всего её помнят по ролям в классическом фильме нуар «Обнажённый город», а также по роли Джейн в приключенческой ленте «Дикая ярость Тарзана» (1952).
Однако, как отмечают киноведы, «студийная система так и не смогла найти место для женщины с её статью и изяществом, и она опустилась до уровня вестернов, костюмированных драм, тюремных саг, фильмов про Тарзана и такой чепухи, как «Я был коммунистом для ФБР» (1951)». Как полагает Ханс Воллстейн, «Харт, вероятно, была слишком амбициозна, чтобы работать на средних студиях». В 1948 году она говорила в интервью «Лос-Анджелес Таймс»: «Я не могу переносить посредственность. Пока я чувствую, что я учусь и прогрессирую, всё хорошо. Но если я в какой-то момент пойму, что не смогу быть по-настоящему хорошей актрисой, я уйду из бизнеса и попробую что-нибудь другое. Есть очень много чудесных вещей, которые можно делать в жизни».

## Общественная деятельность

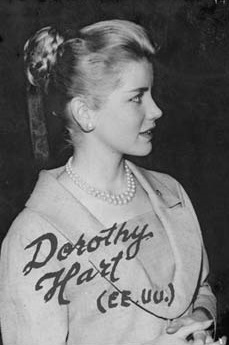
Дороти Харт в 1960 году

В конце 1950-х годов Харт окончательно ушла из шоу-бизнеса и переехала в Нью-Йорк. Элеонора Рузвельт, которая была одной из основательниц Всемирной федерации ассоциаций содействия ООН, назначила Харт в состав Американской ассоциации, и в 1959 году она участвовала в качестве наблюдателя в съезде федерации, который проходил в Женеве. Харт также принимала участие в проектах ООН для детей и работала в рамках Красного креста.

## Личная жизнь
В 1954 году Харт вышла замуж за бывшего военного лётчика и лётчика-испытателя Фредерика Питтеру, в браке с которым родился сын Дуглас Харт Питтера (1961). В 1965 году они развелись, а в 1966 году Харт переехала к родителям в Ашвилл, Северная Каролина.

## Смерть
Дороти Харт умерла 11 июля 2004 года в возрасте 82 лет от осложнений в связи с болезнью Альцгеймера после длительного лечения в клинике в Ардене, Северная Каролина.
У неё остался сын, а также трое внуков.

## Фильмография
| Год  |   | Русское название               | Оригинальное название             | Роль                                                  |
| ---- | - | ------------------------------ | --------------------------------- | ----------------------------------------------------- |
| 1947 | ф | С небес на землю               | Down to Earth                     | Новая Терпсихора (в титрах указана как Дороти Брейди) |
| 1947 | ф | Изгнанник                      | The Exile                         | ожидающая дама (в титрах не указана)                  |
| 1947 | ф | Стрелки                        | Gunfighters                       | Джейн Баннер                                          |
| 1948 | ф | Обнаженный город               | The Naked City                    | Рут Моррисон                                          |
| 1948 | ф | Кража                          | Larceny                           | Мадлен                                                |
| 1948 | ф | Графиня Монте-Кристо           | The Countess of Monte Cristo      | Пег Мэннинг                                           |
| 1949 | ф | Сделай один ложный шаг         | Take One False Step               | Хелен Джентлинг                                       |
| 1949 | ф | Каламити Джейн и Сэм Басс      | Calamity Jane and Sam Bass        | Кэтрин «Кэти» Иган                                    |
| 1949 | ф | Поддержка                      | Undertow                          | Сэлли Ли                                              |
| 1949 | ф | История Молли Х                | The Story of Molly X              | Энн                                                   |
| 1950 | ф | За стеной                      | Outside the Wall                  | Энн Тейлор                                            |
| 1951 | ф | Перевал Ратон                  | Raton Pass                        | Лена Касамайор                                        |
| 1951 | ф | Я был коммунистом для ФБР      | I Was a Communist for the FBI     | Ив Меррик                                             |
| 1951 | ф | За стенами тюрьмы Фолсом       | Inside the Walls of Folsom Prison | Джейн Парду (в титрах не указана)                     |
| 1952 | ф | Дикая ярость Тарзана           | Tarzan's Savage Fury              | Джейн                                                 |
| 1952 | ф | Кредитная акула                | Loan Shark                        | Энн Нельсон                                           |
| 1953 | с | Человек против преступности    | Man Against Crime                 | разные роли (2 эпизода)                               |
| 1953 | с | Опасность                      | Danger                            | (1 эпизод)                                            |
| 1953 | с | Театр «Медальон»               | Medallion Theatre                 | (1 эпизод)                                            |
| 1953 | с | Театр «Армстронг»              | Armstrong Circle Theatre          | Хелен (1 эпизод)                                      |
| 1953 | с | Телевизионный театр Бродвея    | Broadway Television Theatre       | Хелена Глори (1 эпизод)                               |
| 1953 | с | Саспенс                        | Suspense                          | мисс Барри (1 эпизод)                                 |
| 1953 | с | Роберт Монтгомери представляет | Robert Montgomery Presents        | (1 эпизод)                                            |
| 1954 | с | Телевизионный театр «Крафт»    | Kraft Television Theatre          | (1 эпизод)                                            |
| 1954 | с | Театр четырёх звёзд            | Four Star Playhouse               | Вивиан (1 эпизод)                                     |
| 1954 | с | Маска                          | The Mask                          | (1 эпизод)                                            |
| 1954 | с | Телевизионный театр Goodyear   | Goodyear Television Playhouse     | (1 эпизод)                                            |
| 1955 | с | Альманах                       | Omnibus                           | Хелен (1 эпизод)                                      |
| 1955 | с | Я шпион                        | I Spy                             | Марта Сорелл (1 эпизод)                               |